# William Bazeley

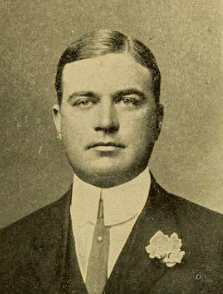
William Bazeley (1916)

William A. L. Bazeley (* 7. Oktober 1872 in Builth, Wales; † nach 1919) war ein US-amerikanischer Makler und Politiker (Republikanische Partei) walisischer Herkunft. Er saß in beiden Kammern des Massachusetts General Court.

## Leben
William A. L. Bazeley wurde am 7. Oktober 1872 in Builth, Wales als Sohn von Augustus L. Bazeley und Georgina F. Hall Bazeley geboren. Seine Familie wanderte nach Amerika ein und Bazeley erhielt seine Schulbildung in New Hampshire. Von 1890 bis 1904 war er in der Marine tätig. In Uxbridge, Massachusetts ließ er sich später als Makler und Treuhänder nieder. Er war Schatzmeister des New England Conservatory of Music und Treuhänder der öffentlichen Bibliothek von Uxbridge und Treuhänder des Fördervereins der privaten Thayer Academy in Braintree. Außerdem war er Präsident eines Verbands von Bauern entlang des Blackstone River. Seine politische Karriere begann William Bazeley im republikanischen Ortsvorstand von Uxbridge. Von 1909 bis 1910 und nochmal von 1912 bis 1913 saß Bazeley für den achten Distrikt von Worcester im Repräsentantenhaus von Massachusetts. Dort war er Mitglied in dem Finanz- und dem Eisenbahnausschuss. Anschließend vertrat er den vierten Distrikt von Worcester von 1913 bis 1917 im Senat von Massachusetts. Nach der überraschend Abwahl von Levi H. Greenhood als Staatssenator 1913 bewarb sich Bazeley um die republikanische Nominierung zur Nachfolge Greenwoods als Senatspräsident. Er zog seine Kandidatur nach nur wenigen Tagen zurück, nachdem öffentlich geworden, dass bereits 16 der 21 republikanischen Senatoren seinem Gegenkandidaten, dem späteren US-Präsidenten Calvin Coolidge, die Unterstützung zugesichert hatten. Mit Bazeley zog der letzte parteiinterne Gegenkandidat von Coolidge seine Kandidatur zurück und Coolidge wurde Anfang des Jahres mit 31 der 40 Senatorenstimmen gewählt. In seinem ersten und zweiten Jahr im Staatssenat war Bazeley Vorsitzender des Ausschusses für öffentliche Wohlfahrt und Mitglied im Eisenbahnausschuss uns im Ausschuss für Steuern. Von 1915 bis 1917 übernahm er den Vorsitz im Finanzausschuss, blieb aber weiterhin im Wohlfahrtsausschuss, während seine dritte Ausschussmitgliedschaft der Militärausschuss war. 1916 kandidierte er nicht erneut. Später war er Leiter der Umweltschutzbehörde von Massachusetts (Commissioner of the Department of Conservation) Waldbeauftragter des Bundesstaates (State Foresters). William Bazeleys Todesdatum ist unbekannt, liegt aber nach 1919.